# Pfarrkirche Würflach

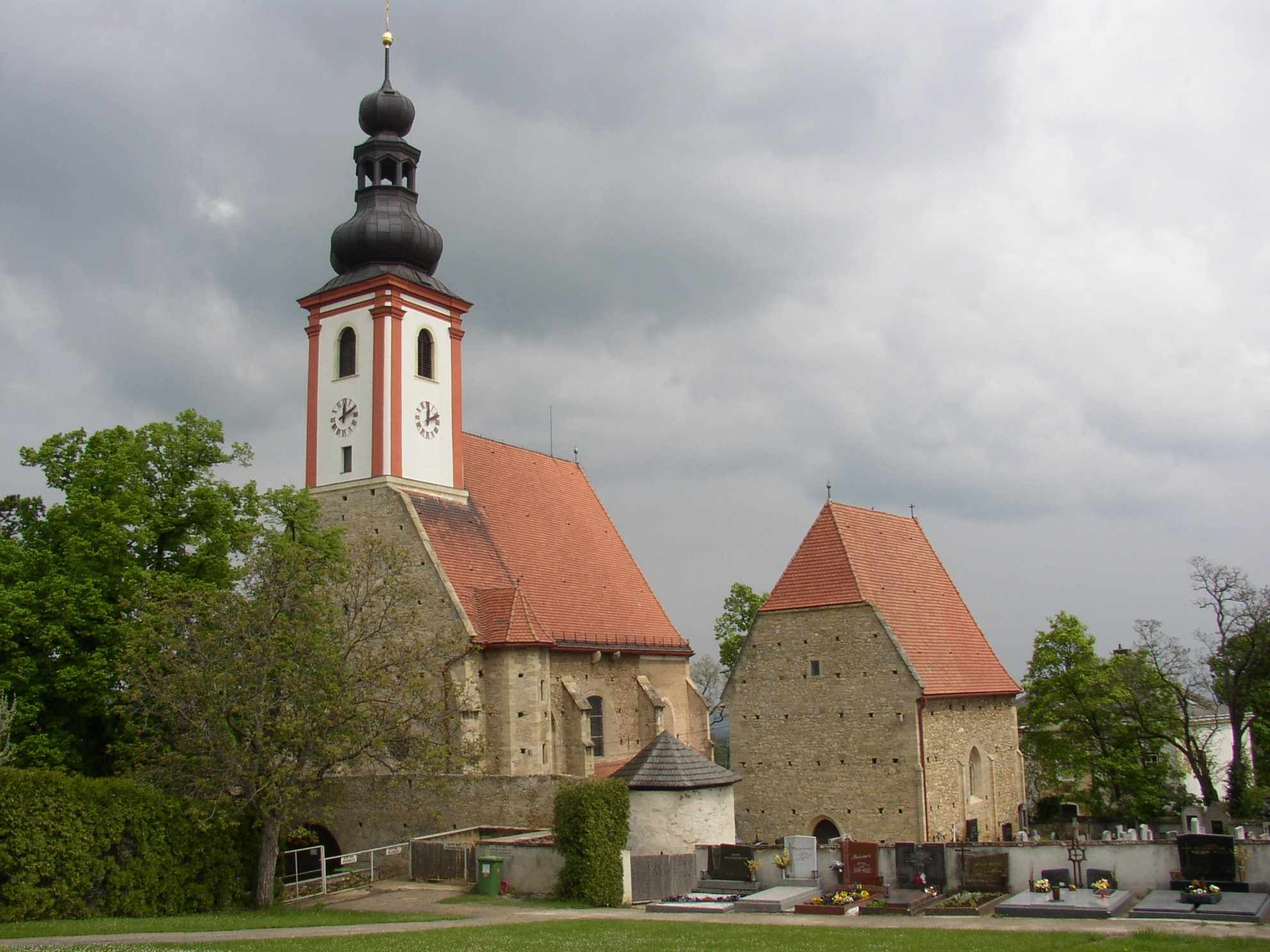
Katholische Pfarrkirche hl. Anna und Herz-Jesu-Kapelle in Würflach

Die römisch-katholische Pfarrkirche Würflach steht in der Gemeinde Würflach in Bezirk Neunkirchen in Niederösterreich. Die unter dem Patrozinium der heiligen Anna erbaute Pfarrkirche ist dem Stift Heiligenkreuz inkorporiert gehört zum Dekanat Neunkirchen in der Erzdiözese Wien. Die Kirche steht unter Denkmalschutz (Listeneintrag).

## Geschichte
Die Kirche wurde 1353 urkundlich als Filiale der Pfarrkirche St. Lorenzen am Steinfeld genannt. Wahrscheinlich wurde über einem romanischen Vorgängerbau – urkundlich 1204 – wohl in der zweiten Hälfte des 15. Jahrhunderts eine spätgotische Kirche erbaut. Die Kirche wurde 1617 gemeinsam mit der Pfarrkirche St. Lorenzen am Steinfeld dem Stift Neukloster inkorporiert. 1683 entstanden beim Türkenkrieg schwere Schäden mit dem Einsturz des Dachstuhles. In der Folge wurde das Bodenniveau angehoben und urkundlich mit 1685 mit dem Wiederaufbau begonnen, 1731/1733 wurde dem Turm ein barocker Turmaufsatz aufgesetzt, 1743 wurde der Kirchenbau neu gewölbt und dabei eine provisorische Holzdecke entfernt. 1881 ging die inkorporierte Kirche mit dem Stift Neukloster an das Stift Heiligenkreuz. 1983 wurde die Kirche restauriert.

## Architektur
Die Kirche zeigt sich steinsichtig mit Langhaus und Chor mit Strebepfeilern unter einem gemeinsamen Dach.

## Ausstattung
Die drei Altäre wurden wohl aus der Neuklosterkirche in Wiener Neustadt hierher übertragen. Die Orgel wurde 1976 von Orgelbau M. Walcker-Mayer errichtet.